# Hegésias de Cirene

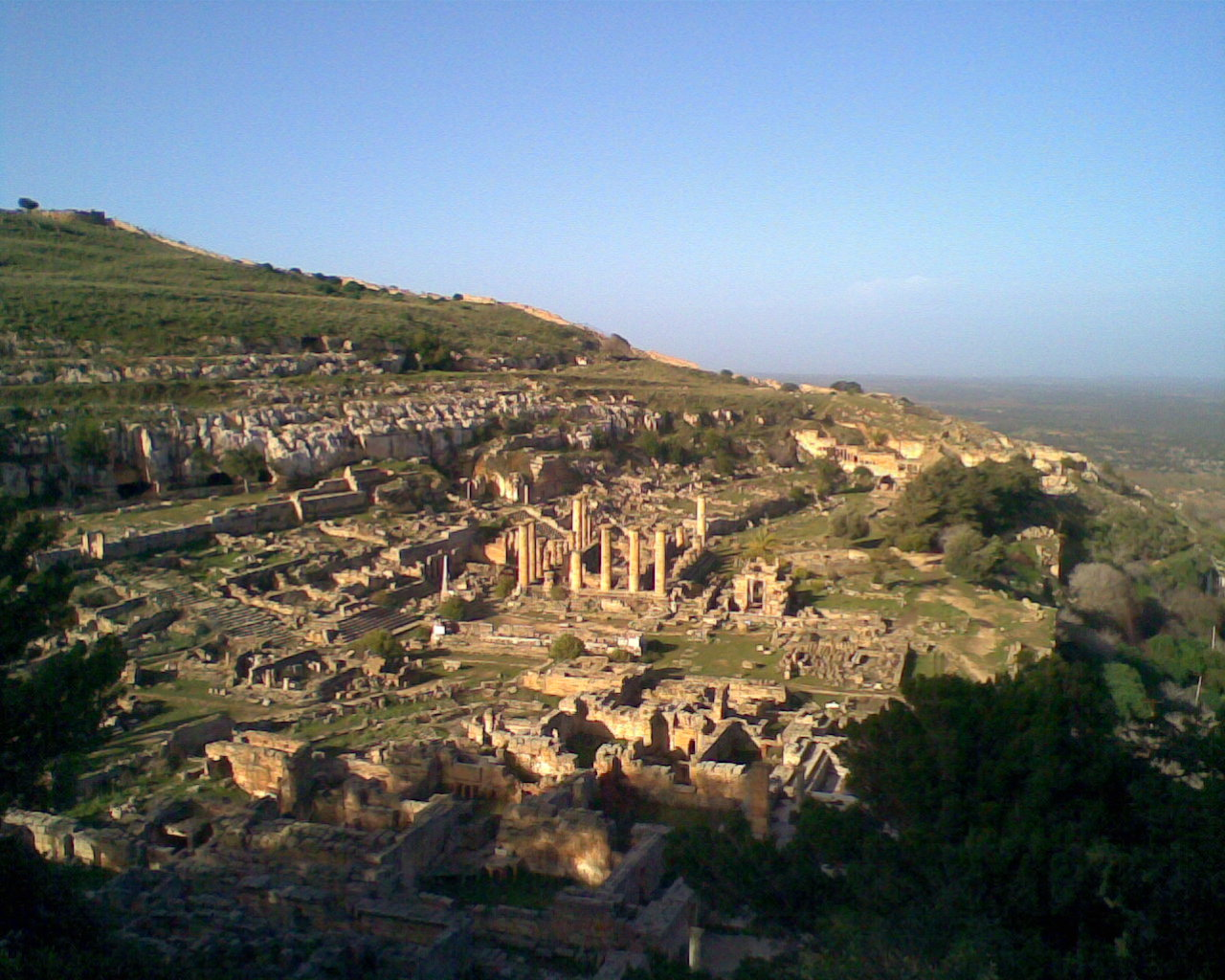
Ruínas de Cirene, no noroeste da moderna Líbia, onde Hegésias viveu

Hegésias de Cirene (em grego:  Ἡγησίας; fl. 290 a.C.), também chamado de Peisithanatos, foi um cirenaico filósofo. Ele argumentava que a eudaimonia (felicidade) é impossível de ser alcançada, e que o objetivo da vida deveria ser a evitação da dor e da tristeza. Valores convencionais como riqueza, pobreza, liberdade e escravidão são todos indiferentes e não produzem mais prazer do que dor. Cícero afirma que Hegésias escreveu um livro chamado ἀποκαρτερῶν (Morte por Inanição), que convenceu tantas pessoas de que a morte é mais desejável do que a vida, que Hegésias foi proibido de ensinar em Alexandria. Tem sido pensado por alguns que Hegésias foi influenciado pelos ensinamentos budistas.

## Vida
Diógenes Laércio descreve Hegésias como o pupilo de Paraebates, que foi aluno de Epitimedes, que foi aluno de Antípatro de Cirene, que foi aluno de Aristipo (c. 435 – c. 360 a.C.). Ele foi colega de estudos de Anniceris, mas diferiu de Anniceris ao apresentar o sistema que Anniceris suavizou e melhorou em sua forma mais niilista.

## Filosofia
Hegésias seguiu Aristipo ao considerar o prazer como o objetivo da vida; mas, a visão que ele tinha da vida humana era mais pessimista. Como a eudaimonia era inatingível, o objetivo do sábio deveria ser tornar-se livre de dor e tristeza. Já que, também, cada pessoa é auto-suficiente, todos os bens externos foram rejeitados por não serem verdadeiras fontes de prazer:

A felicidade completa não pode possivelmente existir; pois que o corpo está cheio de muitas sensações, e que a mente simpatiza com o corpo, e se perturba quando este se perturba, e também que a fortuna impede muitas coisas que acalentamos na expectativa; então que por todas essas razões, a felicidade perfeita escapa ao nosso alcance. Além disso, que tanto a vida quanto a morte são desejáveis. Eles também dizem que não há nada naturalmente prazeroso ou desagradável, mas que devido à necessidade, ou raridade, ou saciedade, algumas pessoas estão satisfeitas e outras aborrecidas; e que riqueza e pobreza não têm influência alguma no prazer, pois que pessoas ricas não são afetadas pelo prazer de maneira diferente das pessoas pobres. Da mesma forma dizem que escravidão e liberdade são coisas indiferentes, se medidas pelo padrão do prazer, e nobreza e baixeza de nascimento, e glória e infâmia. Eles acrescentam que, para a pessoa tola é conveniente viver, mas para o sábio é uma questão de indiferença; e que o sábio fará tudo por si mesmo; pois que ele não considerará ninguém mais de igual importância consigo mesmo; e ele verá que se ele obtivesse vantagens ainda maiores de outra pessoa, elas não seriam iguais ao que ele poderia conceder a si mesmo.
Portanto, o sábio deve considerar nada além de si mesmo; a ação é completamente indiferente; e se ação, assim também é a vida, que, portanto, de maneira alguma é mais desejável que a morte:
O sábio não estaria tão absorto na busca do que é bom, quanto na tentativa de evitar o que é ruim, considerando o bem supremo viver livre de todos os problemas e dores: e que esse fim era melhor alcançado por aqueles que viam as causas eficientes do prazer como indiferentes.
Nada disso, no entanto, é tão forte quanto o testemunho de Cícero, que afirma que Hegésias escreveu um livro chamado Morte por Inanição (em grego:  ἀποκαρτερῶν), no qual um homem que resolveu se matar de fome é introduzido representando aos seus amigos que a morte é na verdade mais desejável que a vida, e que as descrições sombrias da miséria humana contidas neste trabalho eram tão avassaladoras que inspiraram muitas pessoas a se matarem, em consequência do qual o autor recebeu o sobrenome de Persuasor da Morte (Peisithanatos). Dizia-se que o livro havia sido publicado em Alexandria, onde ele foi, em consequência, proibido de ensinar pelo rei Ptolemeu II Filadelfo (285–246 a.C.).